# Comuna Poltavka, Pervomaisk
Poltavka (în ucraineană Полтавка) este o comună în raionul Pervomaisk, regiunea Mîkolaiiv, Ucraina, formată din satele Novoandriivka, Poltavka (reședința) și Stari Koșarî.

## Demografie
Componența lingvistică a comunei Poltavka
     Ucraineană (94,32%)
     Rusă (3,29%)
     Română (2,27%)
Conform recensământului din 2001, majoritatea populației comunei Poltavka era vorbitoare de ucraineană (94,32%), existând în minoritate și vorbitori de rusă (3,29%) și română (2,27%).